# Søløven (1995)
Søløven – duński okręt wielozadaniowy, z przełomu XX i XXI wieku, typu Flyvefisken (Standard Flex 300), stanowiącego uniwersalne okręty o modułowym wyposażeniu, mogące pełnić zadania uderzeniowe, patrolowe lub niszczyciela min. Wszedł do służby w 1994 roku w Kongelige Danske Marine pod nazwą „Søløven” (lew morski) z numerem burtowym P 563. Od 2012 roku służy jako okręt-baza nurków, ze zmianą numeru burtowego na Y 311.

## Budowa
„Søløven” był ostatnią – czternastą jednostką typu duńskich wielozadaniowych okrętów programu Standard Flex 300, nazwanego typem Flyvefisken. Były to innowacyjne niewielkie jednostki, które można było przystosować do pełnienia zadań patrolowych, uderzeniowych (kutrów rakietowo-artyleryjskich), zwalczania okrętów podwodnych, zadań niszczyciel min lub stawiacza min, w zależności od zainstalowanych modułów uzbrojenia. Okręt został zamówiony w stoczni Danyard A/S w Aalborgu w 1993 roku jako ostatni, po trzyletniej przerwie od zamówienia poprzedniej drugiej serii jednostek.
Brak jest znanych danych dotyczących początku budowy, natomiast okręt wodowano w 1995 roku. Został ukończony i oddany do służby 28 maja 1996 roku. 

## Opis

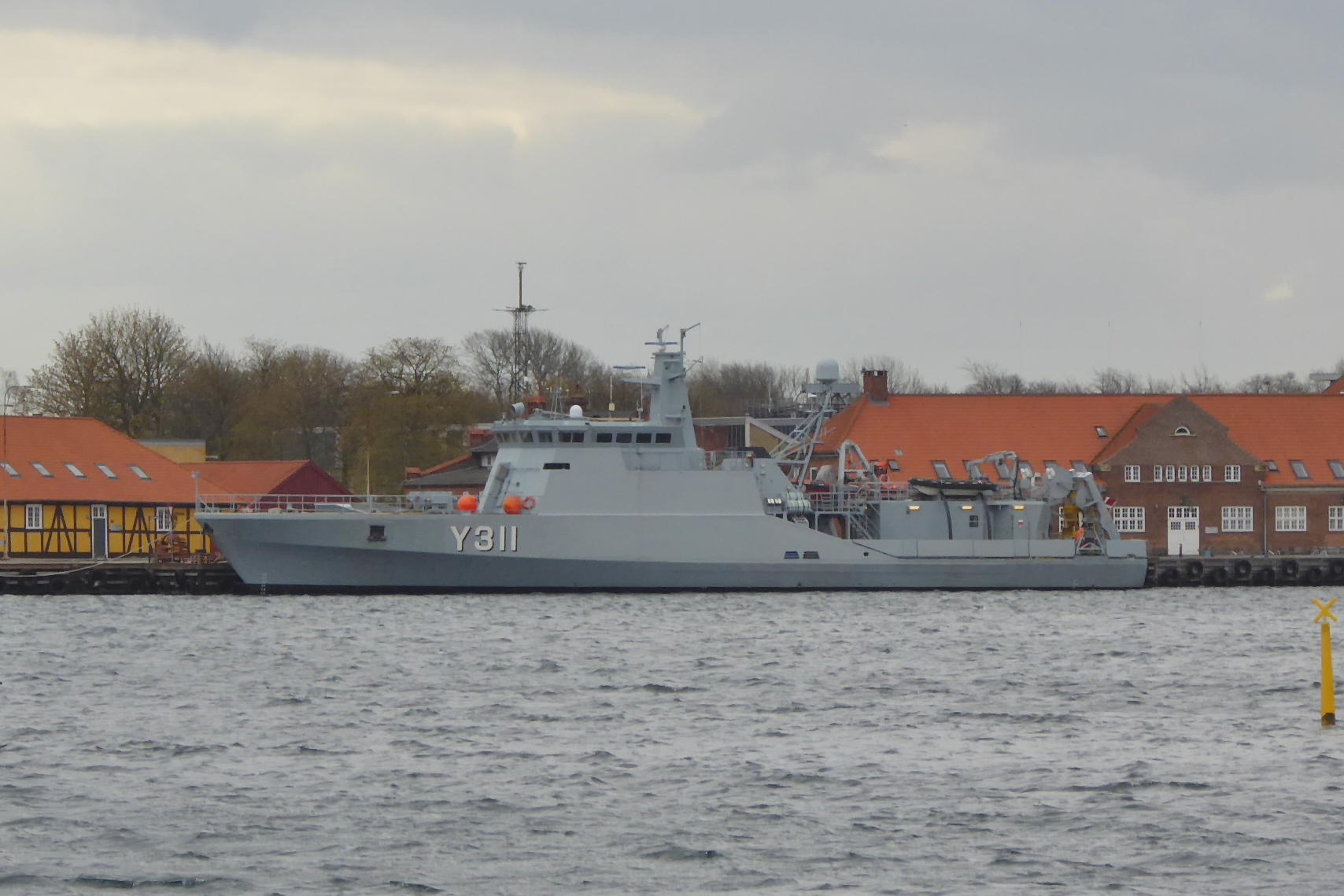
„Søløven” w bazie Holmen w 2020

Okręty typu Flyvefisken miały kadłub wykonany z kompozytów z włóknem szklanym (GRP). Wyporność pełna wynosiła 488 ton (480 ts). Długość wynosiła 54 m, szerokość 9 m, a zanurzenie 2,5 m.
Uzbrojenie i wyposażenie specjalne było montowane w zunifikowanych modułach w czterech gniazdach: jednym na pokładzie dziobowym i trzech na rufowym. Na dziobie montowano automatyczną armatę uniwersalną kalibru 76 mm OTO Melara 3 in/62 Super Rapid. W wariancie uderzeniowym można było zamontować za nadbudówką moduł z dwoma poczwórnymi wyrzutniami pocisków przeciwokrętowych Harpoon oraz moduł z dwoma wyrzutniami torped kalibru 533 mm. Stosowano kierowane przewodowo samonaprowadzające się torpedy FFV typ 613, a od 2001 roku także lekkie torpedy przeciwpodwodne MU90 Impact. Uzbrojenie uzupełniały dwa karabiny maszynowe kalibru 12,7 mm. Opcjonalnie można było przenosić cztery bomby głębinowe albo w wariancie stawiacza min, 60 min morskich. 
Do samoobrony przeciw lotnictwu we wszystkich wariantach wyposażenia można było zastosować moduł z trzema podwójnymi wyrzutniami Mk 48 Mod 3 dla sześciu rakiet przeciwlotniczych krótkiego zasięgu Sea Sparrow. Moduły te zostały zamówione w listopadzie 1993 roku. Od 2002 roku stosowano także wyrzutnie dla 12 rakiet.
W wariancie przeciwpodwodnym stosowano sonar holowany Thomson Sintra TSM 2640 Salmon. Ponadto okręt był wyposażony w sonar kadłubowy CelsiusTech CTS-36/39. W wariancie niszczyciela min można było zastosować system przeciwminowy Ibis 43 z pojazdami podwodnymi Bofors Double Eagle ROV Mk I lub Mk II. Okręt wówczas współpracował z bezzałogowymi kutrami SAV z sonarami holowanymi Thomson Sintra 2054.
Okręty drugiej serii zostały wyposażone w radar dozoru ogólnego Telefunken TRS-3D. Ponadto miały radar dozoru nawodnego Terma Scanter Mil i radar nawigacyjny Furuno. Do kierowania ogniem służył radar CelsiusTech 9LV 200 Mk 3 wraz z systemem optronicznym tej firmy. Po 2012 roku pozostały tylko radary Terma Scanter Mil i Furuno.
Napęd był pierwotnie w systemie CODAG, składający się z turbiny gazowej GE LM 500 mocy szczytowej, o mocy 5450 hp, poruszającej środkowy wał śruby, oraz dwóch silników wysokoprężnych MTU 16V 396 TB 94 o mocy łącznej 5800 hp pracujących na zewnętrzne wały śrub. Okręty napędzały trzy śruby o regulowanym skoku. Po przebudowie na okręt pomocniczy napęd zredukowano do dwóch silników wysokoprężnych o mocy 5800 hp, napędzających dwie śruby. Prędkość maksymalna wynosiła 30 węzłów, a na silnikach 20 w; po 2012 roku prędkość wynosiła 18 w. Zasięg wynosił 2400 Mm przy prędkości 18 w. Okręty miały też napęd pomocniczy w postaci silników hydraulicznych napędzających zewnętrzne wały, dla których czynnik roboczy zapewniały pompy napędzane silnikiem wysokoprężnym GM 12V-71 o mocy 500 hp. Napęd hydrauliczny pozwalał na osiąganie prędkości 10 w.
Załoga liczyła początkowo 19–29 osób, w tym czterech oficerów, zależnie od roli. Jako okręt-baza nurków ma stałą załogę 12 osób, w tym dwóch oficerów.

## Służba

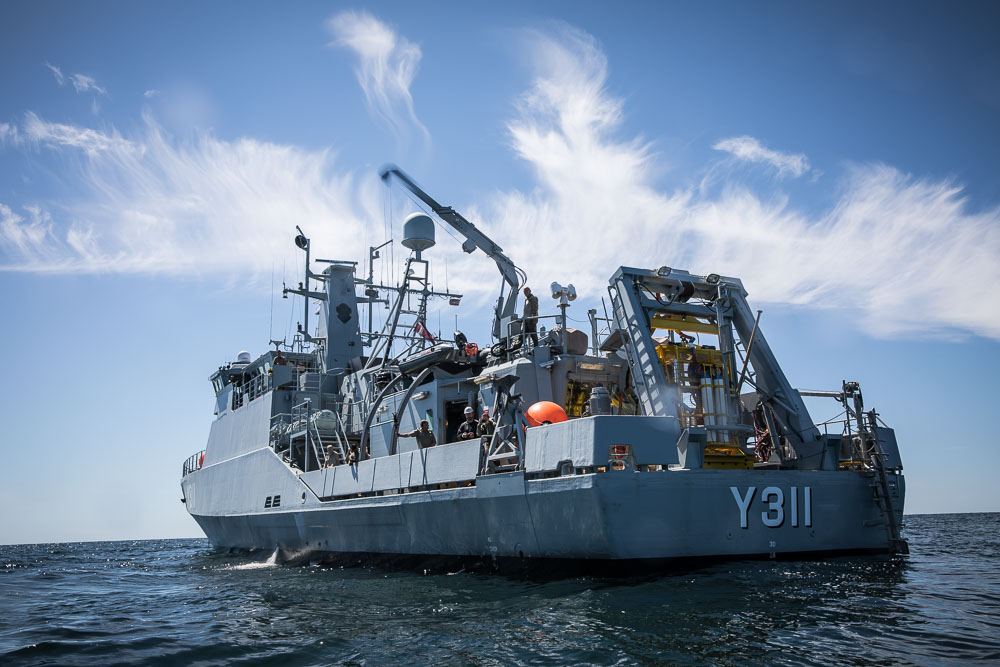
„Søløven” od rufy, podczas ćwiczeń z marynarką USA w 2018

Okręt wszedł do służby w Królewskiej Marynarce Duńskiej 28 maja 1996 roku. Został nazwany „Søløven” (lew morski), z numerem burtowy P 563.
„Søløven” pozostał ostatnim okrętem tego typu służącym w marynarce duńskiej po wycofaniu okrętów tego typu i ich częściowej sprzedaży za granicę do 2011 roku. Zmieniono jednak rolę okrętu na szkolny okręt-bazę nurków. W 2012 roku zakończono jego adaptację w stoczni Faaberg Vaerft, podczas której zdemontowano uzbrojenie i rozbudowano w kierunku rufy nadbudówkę, w której zamontowano między innymi komorę dekompresyjną. Na rufie zamontowano dźwig bramowy do obsługi dzwonu nurkowego. Okręt przeklasyfikowano na pomocniczy, co pociągnęło zmianę numeru burtowego na Y 311.